# Hàbitat pastoral de les Costes
L'Hàbitat pastoral de les Costes és un conjunt de restes medievals possiblement datables al segle x, situat a prop del Pla de l'Ermita i de l'ermita de Sant Quirc de Taüll. Pertany al terme municipal de la Vall de Boí, de l'Alta Ribagorça, dins de l'antic municipi de Barruera.
S'hi arriba seguint la mateixa carretera que mena al Pla de l'Ermita; al cap de dos quilòmetres, la carretera passa pel costat nord de la moderna urbanització, i troba el barranc de Boí. El tram de carretera abans de travessar aquest barranc corre paral·lel al vessant on hi ha aquestes restes.
Es tracta d'un conjunt d'estructures de planta rectangular allargassada, aproximadament de 13 metres de llargària per 4 d'amplària, orientades totes de ponent a llevant, habitualment amb la porta a llevant.
El fet que bona part de l'any aquest lloc està cobert per la neu fa pensar que molt probablement aquestes ruïnes corresponen a hàbitats temporals, corresponents als moments en què aquests prats de muntanya servien per a pasturar els ramats que a l'hivern marxaven cap a terres més baixes, allunyades de la neu. Es tractaria, per tant, d'un hàbitat estacional, utilitzat sobretot a l'estiu i la tardor.
Cal destacar la tasca feta en la recerca i conservació d'aquestes restes de l'Associació Museu i Estudis de la Ribagorça.